# FK RFS
FK RFS é uma equipe letão de futebol com sede em Rīga. Disputa a primeira divisão da Letônia (Virslīga).
Seus jogos são mandados no NSB Arkādija.

## História
O FK Rīgas Futbola skola foi fundado em 19 de Março de 2005.